# Fairey Gordon
Die Fairey Gordon war ein einmotoriges, zweisitziges Mehrzweckflugzeug einiger Übersee-Staffeln sowie ein leichter Tagbomber der landgestützten Einsatzkräfte der Royal Air Force (RAF). Im Unterschied zur vorangegangenen Fairey IIIF Mk.IV  wurde die Fairey Gordon von einem luftgekühlten Sternmotor angetrieben. Sieben Staffeln der Royal Air Force nutzten diesen Typ zwischen 1931 und 1938.

Die Variante für den Dienst als Aufklärer auf den Flugzeugträgern erhielt die Bezeichnung Fairey Seal.

## Entwicklung derFairey Gordon
Die Fairey Gordon war die Weiterentwicklung der Fairey IIIF zur Nutzung eines luftgekühlten Sternmotors, die während der Planung noch als Fairey IIIF Mk.V bezeichnet wurde. Die Wahl fiel auf das neue Armstrong Siddeley Panther-Triebwerk. Erste Prototypen waren zwei umgebaute Fairey IIIF Mk.IV, die J9154 (Mk.IVCM) und K1697 (Mk.IVB). Vermutlich ist die erste umgebaute Maschine schon 1930 geflogen, da die Produktion mit der Spezifikation 18/30 angeordnet wurde.
Über die Anzahl der gebauten Gordon Mk.I gehen die Zahlen auseinander und reichen von 154 bis 207. Das Gleiche gilt für die Zahl der Umbauten aus Fairey IIIF Mk.IV mit 30 bis über 80. Bekannt sind K1697, K1721-K1748, K1756-K1758, K1762-K1778, K2603-2649, K2683-K2769 als Kennzeichen neu produzierter Maschinen. Die Gordon war ein ausgesprochen einfaches Flugzeug mit einer beschränkten technischen Ausstattung. Gegenüber ihrem Vorgänger IIIF Mk.IV bot die Gordon verbesserte Leistungen und insbesondere ein verbessertes Startverhalten bei voller Beladung
Dazu wurden noch 24 Gordon Mk.II (K3986-K4009) nach der Spezifikation 14/33 mit dem veränderten Leitwerk des Schwestermodells Fairey Seal der Fleet Air Arm gebaut und bis zum Produktionsende 1934 geliefert.

## Produktion
Abnahme der Fairey Gordon durch die RAF:
| Version | 1931 | 1932 | 1933 | 1934 | Summe |
| ------- | ---- | ---- | ---- | ---- | ----- |
| Mk.I    | 20   | 120  | 14   |      | 154   |
| Mk.II   |      |      |      | 24   | 24    |
| Summe   | 20   | 120  | 14   | 24   | 178   |

Hinzu kommen 94 Umbauten aus Fairey IIIF Mk.IV.

## Einsatz derFairey Gordon
Der neue Flugzeugtyp sollte in der RAF die Fairey IIIF Mk.IV ersetzen, was nicht vollständig vollzogen wurde, da in den dreißiger Jahren eine schnelle Modernisierung der Einsatzmaschinen eintrat und die Gordon schon bei Diensteintritt technisch veraltet war. Dennoch verfügten bei Ausbruch des Zweiten Weltkriegs 1939 noch drei Staffeln (No. 6, 45, 47) der RAF im Mittleren Osten über Fairey Gordon als Einsatzmaschinen.
Als erste Staffel hatte die Staffel 40 in Upper Heyford, nahe Bicester (Oxfordshire), bei ihrer Neuaufstellung im April 1931 Fairey Gordon erhalten. 1932 folgten dann auch die beiden bislang mit dem Vorläufer Fairey IIIF Mk.IV ausgerüsteten Staffeln 35 und 207, die mit ihren Fairey Gordon Ende 1935 während der Abessinienkrise in den Sudan bis zum Sommer 1936 verlegt wurden. 207 hatte zu diesem Zeitpunkt schon die Umrüstung auf die als Nachfolgemodell geplante Vickers Vincent begonnen.

Die Staffel 40 rüstete im Herbst 1935 auf Hawker Hart um, die beiden anderen Staffeln wurden 1937 in der Heimat stationierte Vickers Wellesley-Staffeln.
Die erste mit Fairey Gordon ausgestattete RAF-Staffel im geplanten Einsatzgebiet wurde im Sommer 1931 die Staffel 6 in Ismailia, die dazu regelmäßig einen Teil ihrer Maschinen in Ramleh stationiert hatte und als letzte Staffel der RAF noch mit dem im Ersten Weltkrieg entwickelten Bristol Fighter ausgestattet war. Die völlige Umrüstung der Staffel zog sich bis Mitte 1932 hin. Dann folgten die IIIF Mk.IV-Staffeln 14 in Amman 1932, 47 in Khartum 1933 und 45 in Ägypten 1934. Letztere wurde allerdings nie vollständig umgerüstet.

Die beiden letzten Staffeln rüsteten teilweise ab 1935 auf die als Nachfolgemodell geplante Vickers Vincent und dann auf die Vickers Wellesley um, verfügten jedoch noch 1939 über Fairey Gordon-Maschinen. Auch die Staffel 6 hatte eine gemischte Ausrüstung mit verbliebenen Gordons neben der 1938 eingeführten Hawker Hardy. Nur die Staffel 14 war seit Anfang 1938 vollständig auf Vickers Wellesley umgerüstet.
Trotz der relativ langen Dienstzeit bewährte sich die Fairey Gordon bei den Einsatzstaffeln nicht in der erwarteten Weise. Wegen der relativ schnellen Wechsel der Einsatzmaschinen erfolgte die Umrüstung der Staffeln im Mittleren Osten schleppend, da die Versorgung der dortigen Einheiten mit Ersatzteilen etc. aufwendiger war.
Viele der für die Einsatzstaffeln nicht mehr benötigten Fairey Gordon wurden umgerüstet und als Schleppflugzeuge für Luftziele eingesetzt.
Anfang 1941 waren sieben Gordons bei der Flugschule No. 4 in Habbaniyya im Irak eingesetzt. Dieser Flight wurde wieder zu Bombern umgerüstet und gegen die irakischen Einheiten eingesetzt, die die britische Schule bedrohten und angriffen.

## Nutzung in anderen Staaten

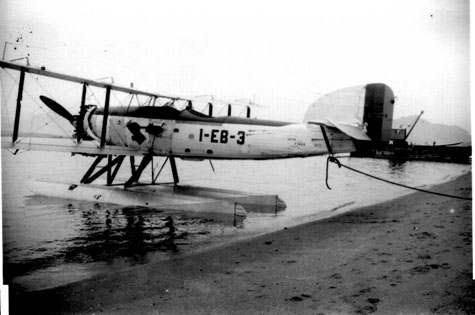
Brasilianisches Fairey Gordon-Schwimmerflugzeug

Brasilien
1931 kaufte Brasilien 20 Fairey Gordon, die als E1F bezeichnet und von denen fünf als Schwimmerflugzeuge geliefert wurden. 1932 bis 1940 waren die Maschine in vier Staffeln der Marine organisiert. Die verbliebenen vier Flugzeuge kamen 1941 zur Luftwaffe und 1943 wurde die letzte Maschine dieses Typs ausgesondert.
 China
vermutlich eine Maschine nach China gelangt.
 Ägypten
Die Royal Egyptian Air Force erhielt 1939 sechs Fairey Gordon aus den Beständen der RAF im Mittleren Osten.
 Neuseeland
Ab April 1939 wurden 49 Fairey Gordon aus den Beständen der RAF im Mittleren Osten an die Royal New Zealand Air Force abgegeben, von denen 41 Maschinen ab Winter 1939 kurzzeitig als Schulflugzeuge eingesetzt wurden. 40 Kennzeichen von acht umgebauten IIIF Mk.IV, 17 Mk.I und 15 Mk.II sind bekannt. Die Maschinen waren zum Teil stark abgenutzt, andere hatten nur einen kurzen Probeflug durchgeführt. Die Maschinen hatten als Schulungsmaschinen viele Unfälle. Bei drei der Abstürze zwischen 1940 und 1942 waren auch fünf Todesopfer zu beklagen. Die letzte Maschine wurde 1943 außer Dienst gestellt.

## Verbliebene Maschine
In Neuseeland soll die Gordon Mark I NZ629 restauriert worden sein. Die am 12. April 1940 in einem Gebirgswald nahe der Schneegrenze am Mount White notgelandete Maschine wurde 1976 gefunden und mit einem Aerospatiale Lama-Hubschrauber geborgen. 1996 wurde der Wiederaufbau begonnen, 2005 war er nicht abgeschlossen.

## Nachfolgemodell
Mit den Schwestertypen Fairey Seal und Fairey Gordon endete die Entwicklung der aus der Fairey III entwickelten Maschinen. Das Luftfahrtministerium suchte mit der Ausschreibung G.4/31 einen Ersatz für die Kolonialmaschinen Fairey Gordon und die in Indien eingesetzte Westland Wapiti. Der neue Typ sollte in Zusammenarbeit mit der Armee, als Horizontal-, wie als Sturzbomber, als Aufklärer, Sanitätsflugzeug und ggf.auch als Torpedobomber einsetzbar sein.

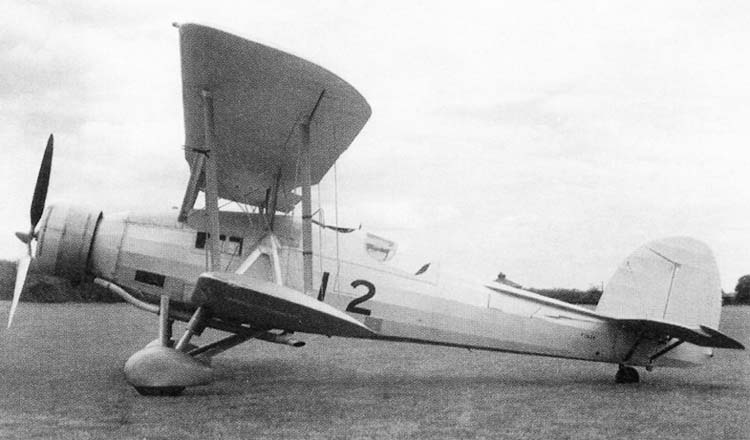
Fairey G.4/31 Mk.II

Obwohl Fairey erst einen Eindecker vorschlug, erhielt die Firma dann den Auftrag einen schon auf eigene Rechnung begonnenen Doppeldecker-Prototyp zu vollenden. Die als Fairey G.4/31 bezeichnete Maschine hatte mit einem Paar Streben verbundenen Tragflächen, die versetzt waren und unterschiedliche Spannweiten hatten. Im Mittelbereich waren die Flächen stark ausgeschnitten. um der Besatzung eine gute Sicht zu geben. Wegen der vorgegebenen Möglichkeit des Torpedobombereinsatzes hatte das Fahrwerk keine durchgehende Achse. Rumpf- und Flügelgerippe waren vollständig aus Metall bespannt. Der Pilot saß in seinem offenen Cockpit unmittelbar hinter der oberen Tragfläche etwas nach rechts versetzt. Dies erlaubte das Passieren aus dem hinteren Cockpit zu einer geschlossenen Kabine zwischen den Flügeln, die als Navigationsraum, Bombenzielstand und Transportraum für Verwundete dienen konnte. Sie hatte einen Zugang von außen zwischen den Flächen.

Als Antrieb zuerst ein unverkleideter 9-Zylinder-635 PS (474 kW) Bristol Pegasus IIM3-Sternmotor, mit dem die Maschine am 29. März 1934 ihren Erstflug absolvierte. Aerodynamisch etwas verbessert, mit einem neuen Leitwerk und Verkleidungen an den Rädern versehen, flog die Maschine ab 1935 als Mk. II-Version mit dem schmaleren 750 PS starken Armstrong Siddeley Tiger-IV-Doppelsternmotor in einer langen Verkleidung.
Die Fairey G.4/31 wurde nicht in Serie gebaut. Sieger der Ausschreibung, für die sich auch noch die Eindecker Handley Page HP.47 und Westland PV.7 sowie die Doppeldecker Armstrong Whitworth A.W.19, Blackburn B-7, Hawker P.V.4 und die Parnall G.4/31 beworben hatten, wurde die Vickers Type 253. Die Aufträge wurden aber auf den von Vickers auf eigene Rechnung entwickelten Vickers Wellesley-Eindecker übertragen. Als Zwischenlösung hatte die RAF auch schon die aus dem Torpedobomber Vickers Vildebeest entwickelte Vickers Vincent mit dem Auftrag 16/34 bestellt.

## Technische Daten
| Kenngröße             | Fairey IIIF M.IV                       | Fairey Seal          | Fairey Gordon               | Fairey G.4/31 Mk.II |
| --------------------- | -------------------------------------- | -------------------- | --------------------------- | ------------------- |
| Besatzung             | 2                                      | 3                    | 2                           | 2                   |
| Länge                 | 11,17 m (36 ft 8 in)                   | 10,25 m              | 11,20 m                     | 12,44 m             |
| Spannweite            | 13,95 m (45 ft 9 in)                   | 13,95 m (45 ft 9 in) | 13,95 m (45 ft 9 in)        | 16,15 m             |
| Höhe                  | 4,32 m (14 ft 2 in)                    | 3,89 m               | 4,32 m (14 ft 2 in)         | 4,78 m              |
| Flügelfläche          | 40,69 m² (438 ft²)                     | 41,2 m²              | 40,69 m² (438 ft²)          | 61,13 m²            |
| Leermasse             | 1752 kg (3855 lb)                      | 1633 kg              | 1589 kg (3500 lb)           | 3169 kg             |
| Startmasse            | 2746 kg (6041 lb)                      | 2727 kg              | 2679 kg (5906 lb)           | 3987 kg             |
| Höchstgeschwindigkeit | 193 km/h (120 mph)                     | 222 km/h             | 240 km/h (145 mph)          | 253 km/h            |
| Reichweite            | 644 km (400 mi) max. 2446 km (1520 mi) | 966 km               | 966 km (600 mi)             |                     |
| Dienstgipfelhöhe      | 6098 m (20.000 ft)                     | 6705 m               | 6700 m (22.000 ft)          | 7071 m              |
| Antrieb               | 570 PS (423 kW)-Lion XI                | 525 PS Panther IIA   | 525 PS (391 kW) Panther IIA | 750 PS Tiger IV     |
| Bewaffnung            | 2 MG                                   | 2 MG                 | 2 MG                        | 2 MG                |
| Bombenlast            | bis 227 kg (500 lb)                    | bis 227 kg (500 lb)  | bis 227 kg (500 lb)         | 680 kg              |